# Books on Demand
Pour les articles homonymes, voir BOD.
Books on Demand GmbH, abrégé BoD, est une plateforme d'auto-édition européenne. En 2013, l'entreprise domine le marché de l'autoédition européen. Le siège de l’entreprise est situé à Norderstedt, près de Hambourg en Allemagne.
BoD offre ses services en Allemagne (depuis 2001), France (depuis 2008), Danemark, Finlande,  Autriche, Suisse (depuis 2001), Suède, Norvège et Espagne.

## Modèle économique
Le modèle économique repose sur la technologie de l'impression à la demande ou Print on demand : au lieu de préfinancer un tirage fixé au préalable, de le produire et de le stocker, le contenu d’un livre sera numérisé et ne sera imprimé qu’à la commande, à partir d’un exemplaire. Ainsi, BoD se définit comme un prestataire de services qui prend en charge le déroulement global de la production, de la logistique et de la distribution.
Tous les titres enregistrés dans le système BoD se voient attribuer un numéro ISBN. Après validation, les livres sont référencés sur la base de données Dilicom par la Sodis, l’un des plus importants distributeurs de livres en France. Les titres sont ainsi disponibles dans toutes les librairies françaises et également sur des boutiques en ligne. De plus, les librairies allemandes, suisses et autrichiennes ont aussi la possibilité de les commander.

## Dates-clés
Books on Demand est créé en 1997. Le premier ouvrage Version commentée de la Constitution de la ville libre et hanséatique de Hambourg édité par BoD est publié sous forme d'édition de poche en juin 1998. Un an plus tard, BoD reçoit le 10e Computerworld  Smithsonian  Award dans la catégorie « Manufacturing »[pertinence contestée]. Le 1000e titre de BoD est publié en décembre 1999.
Le 1er janvier 2001, le « projet BoD » devient l’entreprise Books on Demand GmbH, une filiale de la Libri GmbH. BoD introduit le livre couleur numérique à la demande en 2002. En mars 2005, BoD étend son activité au marché danois. BoD atteint les cinq millions de livres produits[réf. nécessaire] en 2006. En mai de la même année, pour la première fois, une publication réalisée en auto-édition figure dans les listes de best-sellers. Par son roman scientifique Lucy avec c, Markolf H. Niemz a réussi à accéder directement au rang de 13e de la liste hebdomadaire des 20 livres de poche les plus vendus. En septembre paraît le deuxième best-seller de BoD : Les 7 péchés lors de la création d’une entreprise, un guide pratique pour les créateurs d’entreprises, de R. Rossmann, D. Schandl et T. Fuchs, est classé au 17e rang de la liste des best-sellers économiques du Manager Magazin[réf. souhaitée].
En mai 2007, BoD propose ses prestations en Finlande. BoD fait son entrée sur le marché français l'année suivante.